# اد فورمن
اد فورمن (انگلیسی: Ed Foreman؛ ۲۲ دسامبر ۱۹۳۳ – ۲ فوریهٔ ۲۰۲۲) سیاستمدار اهل ایالات متحده آمریکا بود.